# OR52B4
OR52B4 (англ. Olfactory receptor family 52 subfamily B member 4 (gene/pseudogene)) – білок, який кодується однойменним геном, розташованим у людей на короткому плечі 11-ї хромосоми. Довжина поліпептидного ланцюга білка становить 314 амінокислот, а молекулярна маса — 35 584.
| 10         |  | 20         |  | 30         |  | 40         |  | 50         |
| ---------- |  | ---------- |  | ---------- |  | ---------- |  | ---------- |
| MPTVNHSGTS |  | HTVFHLLGIP |  | GLQDQHMWIS |  | IPFFISYVTA |  | LLGNSLLIFI |
| ILTKRSLHEP |  | MYLFLCMLAG |  | ADIVLSTCTI |  | PQALAIFWFR |  | AGDISLDRCI |
| TQLFFIHSTF |  | ISESGILLVM |  | AFDHYIAICY |  | PLRYTTILTN |  | ALIKKICVTV |
| SLRSYGTIFP |  | IIFLLKRLTF |  | CQNNIIPHTF |  | CEHIGLAKYA |  | CNDIRINIWY |
| GFSILMSTVV |  | LDVVLIFISY |  | MLILHAVFHM |  | PSPDACHKAL |  | NTFGSHVCII |
| ILFYGSGIFT |  | ILTQRFGRHI |  | PPCIHIPLAN |  | VCILAPPMLN |  | PIIYGIKTKQ |
| IQEQVVQFLF |  | IKQK       |  |            |  |            |  |            |

A: Аланін

C: Цистеїн

D: Аспарагінова кислота

E: Глутамінова кислота

F: Фенілаланін

G: Гліцин

H: Гістидин

I: Ізолейцин

K: Лізин

L: Лейцин

M: Метіонін

N: Аспарагін

P: Пролін

Q: Глутамін

R: Аргінін

S: Серин

T: Треонін

V: Валін

W: Триптофан

Кодований геном білок за функціями належить до рецепторів, g-білокспряжених рецепторів, білків внутрішньоклітинного сигналінгу. 
Локалізований у клітинній мембрані.